# Che fine ha fatto Osama Bin Laden?
Che fine ha fatto Osama Bin Laden? (Where in the World Is Osama Bin Laden?) è un film documentario del 2008 co-sceneggiato, prodotto, diretto ed interpretato da Morgan Spurlock, a partire da un'idea di Adam Dell, Steven J. Dell e dello stesso Spurlock.
Il titolo del film riprende quello del programma televisivo e della serie di giochi per il computer Che fine ha fatto Carmen Sandiego?, ed anche i temi di Where in the World is. La locandina promozionale imita la locandina del film di Indiana Jones I predatori dell'arca perduta.

## Trama
Dopo alcune animazioni comiche che coinvolgono il leader di al Qaida Osama bin Laden, il documentario mostra Spurlock mentre visita vari paesi associati o colpiti da Bin Laden. Il film contiene brevi interviste a molte persone riguardo Bin Laden ed il fondamentalismo islamico, e riguardo agli Stati Uniti d'America e alla loro guerra al terrorismo. Spurlock è alla ricerca di Bin Laden, e chiede persino a persone fermate a caso per strada dove si trovi il terrorista. Il film prende le mire dalla futura e imminente paternità di Spurlock, e infatti viene inframmezzato da immagini della moglie di Spurlock nelle ultime fasi della gravidanza. Inoltre buona parte dei commenti di Spurlock si basano sulle preoccupazioni di un neo-genitore per il mondo in cui crescerà il figlio.
Spurlock visita Egitto, Marocco, Israele, Territori palestinesi, Giordania, Arabia Saudita, Afghanistan e Pakistan. In Afghanistan, scortato da 20 soldati afgani, visita Tora Bora. Viene mostrato come un funzionario del governo locale abbia l'intenzione di trasformarla in un parco divertimenti. Spurlock viene anche mostrato con una pattuglia dell'esercito americano come giornalista aggregato: proprio in quest'occasione, durante un'azione imprevista, l'unità uccide un combattente talebano.
Spurlock ipotizza che Bin Laden si nasconda probabilmente ad Abbottabad, in Pakistan, dove verrà poi effettivamente ritrovato tre anni dopo, tuttavia è esitante ad entrare nella zona tribale del Pakistan vicino ai confini afghani, proibita agli stranieri; infine decide di non andarci, sostenendo come non valga la pena rischiare inutilmente, e che non fosse quello il vero scopo del suo viaggio. De facto, la ricerca di Osama era solo il pretesto per giungere ad una maggiore conoscenza del mondo arabo.
Egli conclude che le persone dei paesi che ha visitato sono gente comune, proprio come lui e il pubblico. Torna a casa giusto in tempo per la nascita del figlio.

## Distribuzione
Il film è uscito nelle sale statunitensi il 18 aprile 2008 mentre nei cinema italiani per il 9 luglio 2010, Il 19 ottobre 2010 il film esce in Italia nel formato DVD con il doppiaggio in italiano ad esclusione di pochi dialoghi rimasti in lingua originale (per lo più in arabo) e sottotitolati.

## Riconoscimenti
- Golden Trailer come migliore documentario
- Vincita al Melbourne International Film Festival